# Robert Kempner
Robert Max Wasilii Kempner (ur. 17 października 1899 we Fryburgu Bryzgowijskim, zm. 15 sierpnia 1993 w Königstein im Taunus) – niemiecki prawnik i adwokat. Podczas procesów norymberskich pełnił funkcję zastępcy amerykańskiego oskarżyciela głównego Roberta H. Jacksona.
W latach 1947–1948 sprawował funkcję zastępcy głównego prokuratora w procesie ministerstw (niem. Wilhelmstraßen-Prozeß). Podczas przygotowań do tego procesu Kempner odnalazł protokół z konferencji w Wannsee (niem. Wannsee-Protokoll), w którym spisano decyzje dotyczące tak zwanego "ostatecznego rozwiązania kwestii żydowskiej" (niem. Endlösung der Judenfrage).

## Życiorys

### Wczesne lata
Kempner był najstarszym spośród trójki dzieci pary naukowców Waltera Kempnera (1869–1920) i Lydii Rabinowitsch-Kempner (1871–1935), zajmujących się badaniami z zakresu mikrobiologii. Matka była drugą kobietą w Prusach i pierwszą w Berlinie, której przyznano tytuł profesorski. Ojcem chrzestnym Kempnera był Robert Koch, w którego instytucie pracowali obydwoje rodzice.
Po ukończeniu studiów prawniczych we Fryburgu Bryzgowijskim i złożeniu drugiego egzaminu państwowego, w 1926 rozpoczął pracę jako sędzia i prokurator w Berlinie. W latach 1928–1933 pracował w ministerstwie spraw wewnętrznych Prus. Od 1926 wykładał w Wyższej Szkole Polityki oraz w Akademii Policyjnej.
Angażował się w politykę – był członkiem Socjaldemokratycznej Partii Niemiec (SPD), działał w republikańskim stowarzyszeniu sędziów (niem. Republikanischer Richterbund) oraz służył poradą prawną Lidze na Rzecz Praw Człowieka (niem. Liga für Menschenrechte). Pisał teksty fachowe (m.in. do pisma Justiz) oraz artykuły do berlińskich gazet.
Już wtedy ostrzegał przed nadchodzącym nazizmem. Próby powstrzymania Hitlera – postawienia go w stan oskarżenia o zdradę stanu oraz delegalizacji NSDAP – nie powiodły się z uwagi na opór zwolenników Hitlera zajmujących ważne stanowiska w urzędach państwowych. Kempner napisał w owym czasie wiele krytycznych tekstów na temat Hitlera i nazizmu, m.in. Denkschrift gegen die NSDAP ("Memoriał w sprawie NSDAP"), Justizdämmerung, Auftakt zum Dritten Reich ("Zmierzch sprawiedliwości, początek Trzeciej Rzeszy").

### Ucieczka z Niemiec
Po dojściu nazistów do władzy w 1933 Kempner został usunięty z państwowej służby cywilnej z powodu "politycznej niepewności w połączeniu z aktywnym ("zaawansowanym") żydostwem" (niem. politischer Unzuverlässigkeit in Tateinheit mit fortgesetztem Judentum). Wspólnie z byłym radcą sądu okręgowego Aschnerem otworzył biuro doradztwa w sprawach emigracji.
W 1935 aresztowano go, jednak dzięki protestom międzynarodowym został wkrótce zwolniony. Natychmiast opuścił granice Rzeszy i udał się do Włoch, gdzie objął profesurę nauk politycznych oraz kierownictwo florenckiego Instytutu Fiorenza – prywatnej szkoły z internatem głównie dla uczniów (najczęściej pochodzenia żydowskiego) relegowanych ze szkół niemieckich. Pozostawał tam aż do zamknięcia instytutu w 1938, po czym wyjechał do Nicei, skąd wyemigrował do Stanów Zjednoczonych.
Do 1942 pracował na uniwersytecie w Filadelfii. Prowadził audycje radiowe, pisał dla prasy, m.in. dla emigracyjnej gazety niemieckiej Aufbau. Od 1939 pełnił funkcję doradcy rządu prezydenta Roosevelta, a od 1943 zasiadał w Komisji ds. Zbrodni Wojennych (ang. War Crimes Commission).

### Procesy norymberskie
Po zakończeniu II wojny światowej w Europie Kempner został zastępcą Roberta H. Jacksona, głównego prokuratora USA podczas procesów norymberskich przeciwko zbrodniarzom wojennym (1945–1946). Był jedynym Niemcem występującym po stronie oskarżenia. Osobiście przesłuchiwał ministrów Hitlera, m.in. Hermanna Göringa i Wilhelma Fricka.

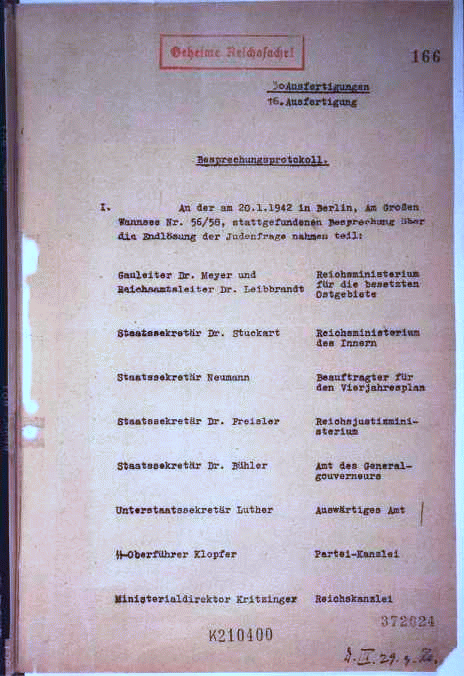
Pierwsza strona protokołu z konferencji w Wannsee. Znaleziona w aktach podsekretarza stanu Martina Luthera.

W latach 1947–1948 sprawował funkcję zastępcy głównego prokuratora w procesie ministerstw (niem. Wilhelmstraßen-Prozeß), w którym oskarżono pracowników ministerstwa spraw zagranicznych. Podczas przygotowań do tego procesu Kempner odnalazł protokół z konferencji w Wannsee (niem. Wannsee-Protokoll), w którym spisano decyzje dotyczące tak zwanego "ostatecznego rozwiązania kwestii żydowskiej" (niem. Endlösung der Judenfrage). 

#### Zaangażowanie na rzecz obrony praw człowieka
Po zakończeniu procesów norymberskich Kempner pozostał w Niemczech. W 1951 rozpoczął praktykę adwokacką we Frankfurcie nad Menem. Brał udział w licznych procesach dotyczących zbrodni nazistowskich, występując jako oskarżyciel posiłkowy. Na drodze procesów cywilnych walczył o rekompensaty dla ofiar nazizmu. Reprezentował brata Marinusa van der Lubbego – skazanego na śmierć za podpalenie Reichstagu – w ponownym procesie w sprawie pożaru parlamentu, uzyskując jego uniewinnienie w 1980. W tzw. procesie Eichmanna na początku lat 60. wspierał oskarżycieli z Izraela w zbieraniu materiałów dowodowych przeciwko Adolfowi Eichmannowi. W latach 1966–1967 reprezentował rodziny Anny Frank i Edyty Stein. Pomagał Władysławowi Żeleńskiemu w czynnościach prawnych związanych ze ściganiem odpowiedzialnych za mord profesorów lwowskich.
Po zakończeniu kariery adwokackiej Kempner pozostawał aktywny politycznie, angażując się na rzecz demokracji i obrony praw człowieka. Jego list do rzecznika zarządu Deutsche Banku zainicjował wypłatę rekompensat dla robotników przymusowych III Rzeszy.

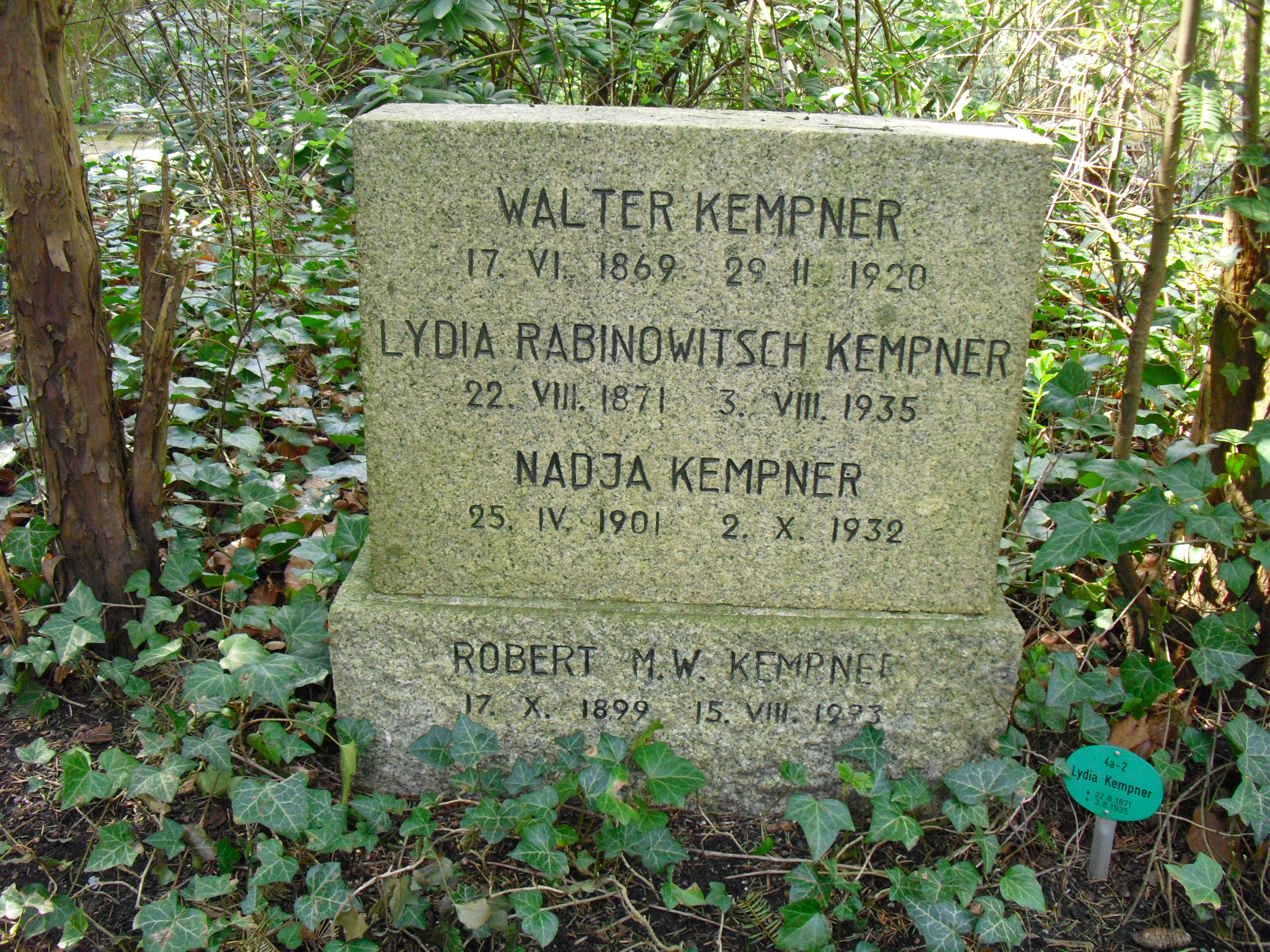
Grobowiec rodzinny na Parkfriedhof Lichterfelde w Berlinie

## Wyróżnienia
- 1969 – medal im. Carla von Ossietzky
- 1984 – Wielki Krzyż Zasługi (niem. Großes Bundesverdienstkreuz)
- 1986 – doktorat honoris causa uniwersytetu w Osnabrück[4]
- 15 sierpnia 2003 – w dziesiątą rocznicę śmierci Kempnera, jego imieniem nazwano ulicę w dzielnicy Berlina Zehlendorf[15]

## Publikacje
- Robert M. W. Kempner, Carl Haensel: Das Urteil im Wilhelmstraßen-Prozeß. Schwäbisch-Gmünd: 1950. (niem.). Brak numerów stron w książce
- Robert M. W. Kempner: Justizdämmerung: Auftakt zum 3. Reich. Frankfurt nad Menem: Eike von Repkow, Selbstverlag, 1963. (niem.). Brak numerów stron w książce
- Robert M. W. Kempner: Eichmann und Komplizen. Zurych / Stuttgart / Wiedeń: 1961. (niem.). Brak numerów stron w książce
- Robert M. W. Kempner: SS im Kreuzverhör. Monachium: 1964. (niem.). Brak numerów stron w książce
- Robert M. W. Kempner: Edith Stein und Anne Frank. Zwei von Hunderttausend. Die Enthüllungen über die NS-Verbrechen in Holland vor dem Schwurgericht in München. Die Ermordung der nichtarischen Mönche und Nonnen. Freiburg: 1968. (niem.). Brak numerów stron w książce
- Robert M. W. Kempner: Das Dritte Reich im Kreuzverhör. Aus den unveröffentlichten Vernehmungsprotokollen des Anklägers Robert M. W. Kempner,. Monachium-Esslingen: 1969. (niem.). Brak numerów stron w książce
- Robert M. W. Kempner: Amerikanische Militärgerichte in Deutschland. W: Hans Jochen Vogel, Helmut Simon, Adalbert Podlech (wyd.): Die Freiheit des Anderen. Festschrift für Martin Hirsch. Baden-Baden: 1981, s. 145-163. ISBN 3-7890-0699-8. (niem.).
- Robert M. W. Kempner: Ankläger einer Epoche. Lebenserinnerungen, in Zusammenarbeit mit Jörg Friedrich. Frankfurt nad Menem / Darmstadt: Ullstein Verlag, 1983. ISBN 3-548-33076-2. (niem.). Brak numerów stron w książce

## Literatura dodatkowa
- Gerhard Jungfer: Für Robert Kempner zum 90. Geburtstag. Gratulationen zum 90. Geburtstag von Robert M.W. Kempner. Friedrich-Ebert-Stiftung, 1989. (niem.). Brak numerów stron w książce
- Gerhard Niederstucke: Robert M.W. Kempner: Reden zum Kempner-Gedenken in Berlin und Osnabrück aus Anlass seines 100. Geburtstages. Osnabrück: 2000. (niem.). Brak numerów stron w książce
- Dirk Pöppmann: Jeder Prozess ist politisch – eine politische Biografie über Robert M.W. Kempner. Bochum: 2004-2005. (niem.). Brak numerów stron w książce